# Cripta Degentfeld din Cuci
Cripta Degentfeld din Cuci este un monument istoric aflat pe teritoriul satului Cuci, comuna Cuci.

## Galerie

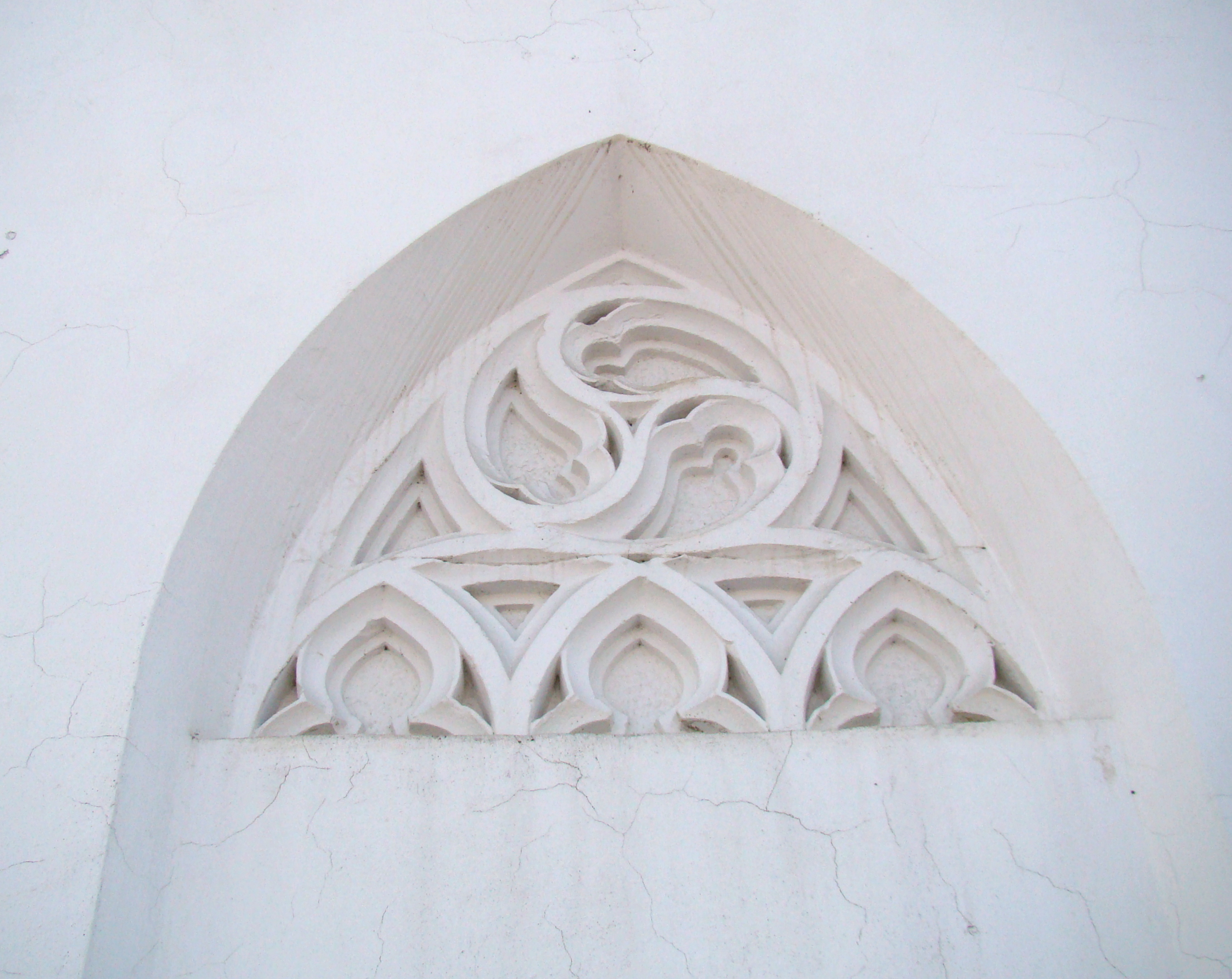
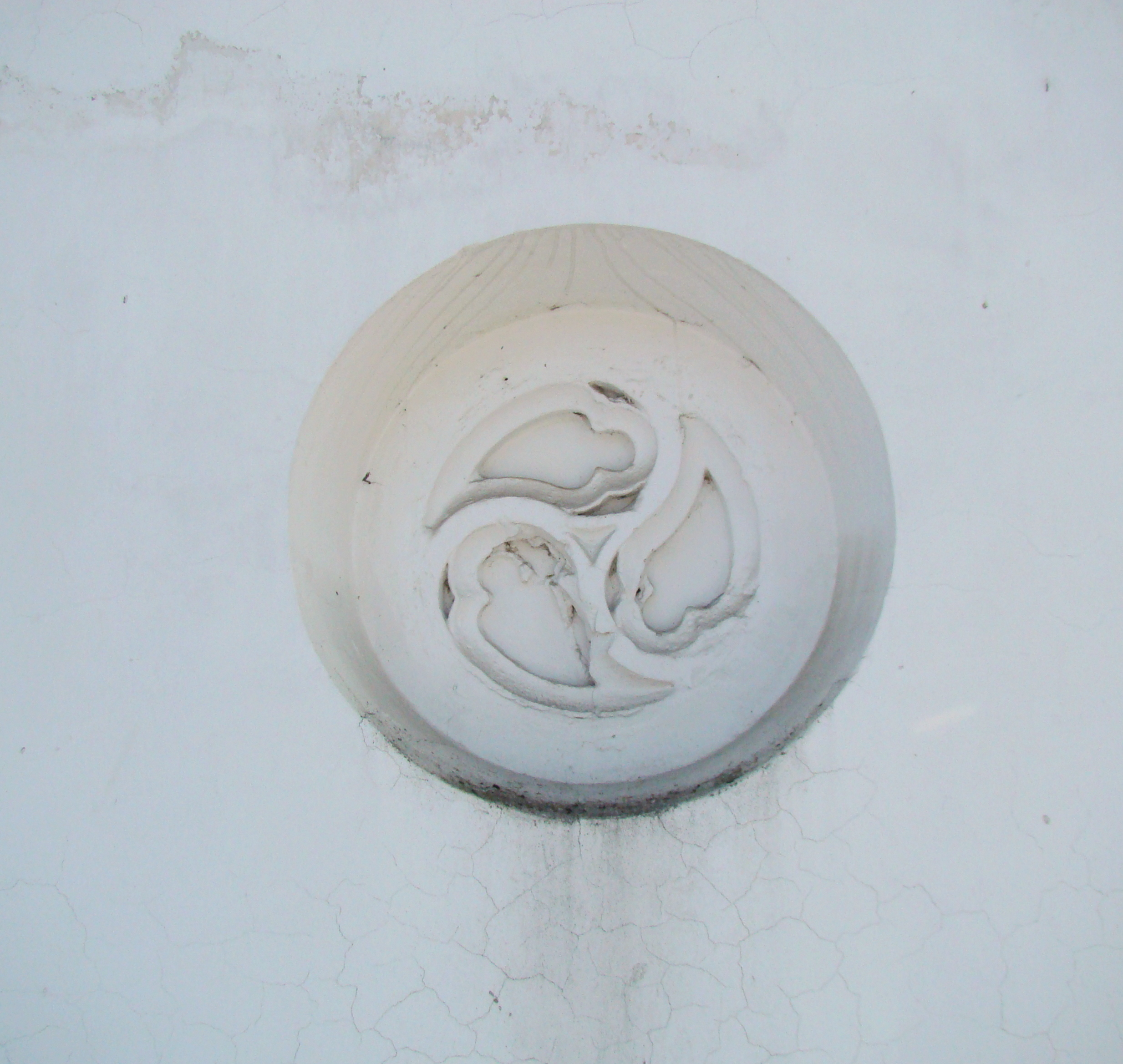
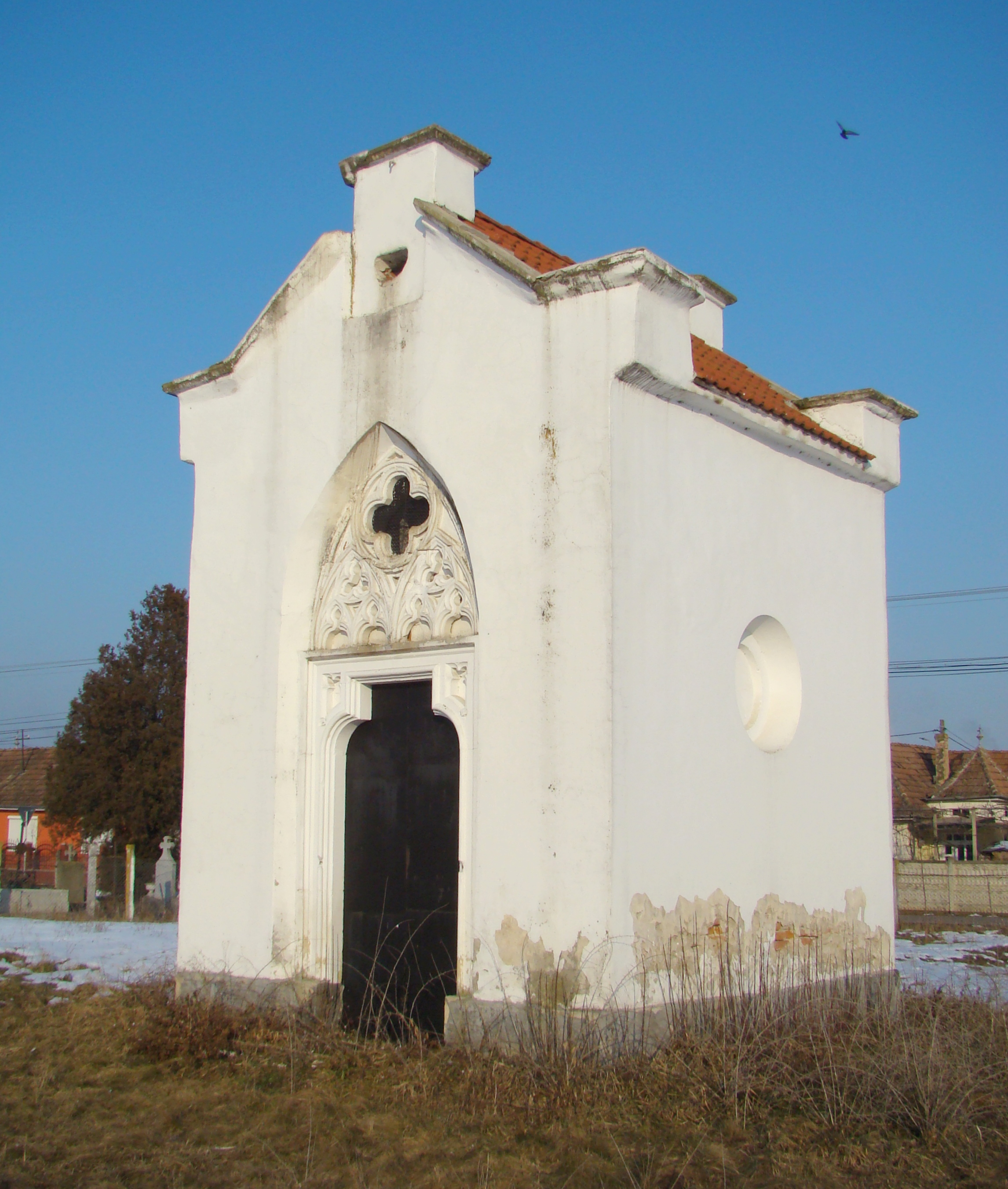
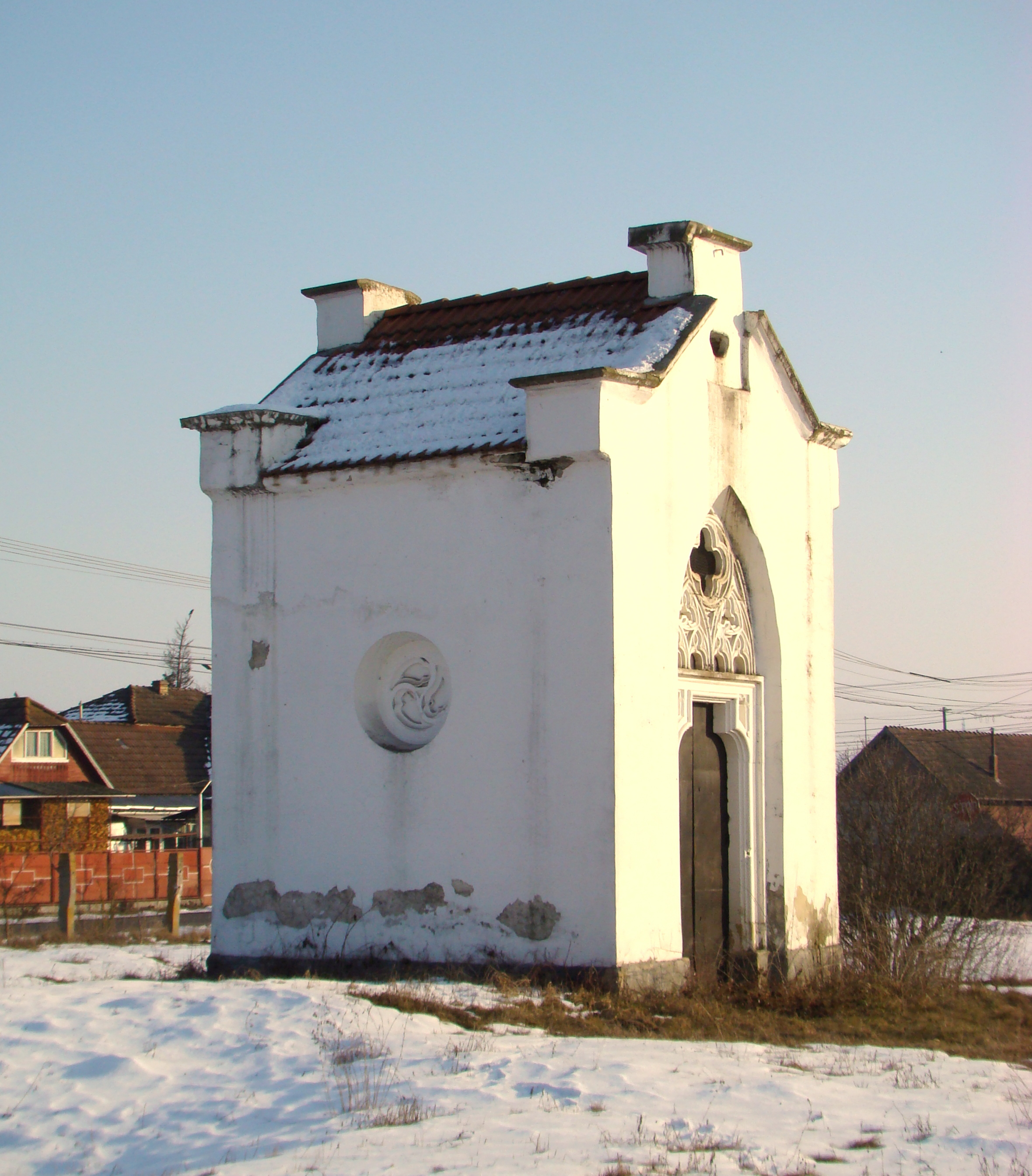
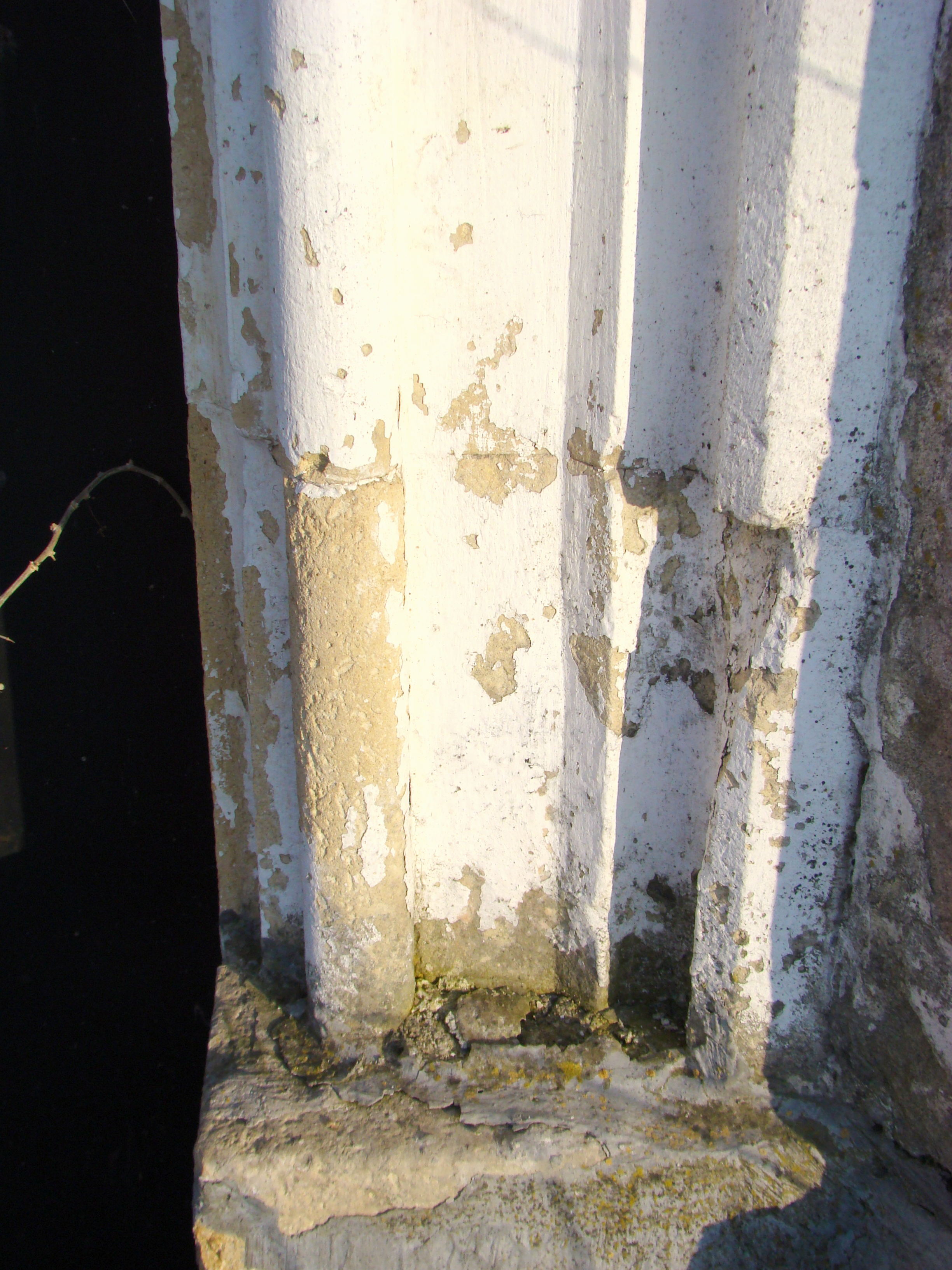